# Warcraft II
Warcraft II: Tides of Darkness é a sequência do popular jogo de estratégia Warcraft: Orcs & Humans, lançado pela Blizzard Entertainment. Trata-se de um jogo de estratégia em tempo real com uma temática fantástica que foi lançado em 1995 e ganhou uma expansão chamada Beyond the Dark Portal no ano seguinte. Curiosamente, tiveram versões brasileiras, sob a alcunha de "Ondas do Terror" e "Além do Portal Escuro", respectivamente. A versão trazia tradução de textos e dublagem, que foi muito criticada na época por falta de qualidade.
O jogo disponibiliza duas raças para os jogadores, humanos ou orcs, e é ambientado num mundo medieval e repleto de magia. Foi desenvolvido para MS-DOS, de forma que só oferecia suporte até o Windows 98. Posteriormente, ganhou uma versão que rodava nativamente no Windows. O jogo ganhou uma sequência em 2002, intitulada Warcraft III: Reign of Chaos.
Os jogadores podem se enfrentar via rede ou através da Internet. As opções de jogo online eram limitadas pela conexão direta via modem ou com o uso de programas auxiliares não oficiais, como Kali ou Zone, simuladores de rede da época. Anos depois do lançamento do jogo, foi lançada uma versão que podia ser jogada através da Battle.net, que é uma rede de servidores que a Blizzard na época já disponibilizava para Starcraft e Diablo II.
Pode-se jogar utilizando mapas já existentes ou mapas que os próprios jogadores criam. Eles também podem jogar sozinhos, em campanhas que contam a história da guerra entre os orcs e os humanos.
Assim como em Warcraft, a principal deficiência do jogo é que as duas raças são praticamente idênticas em suas tecnologias e poderes, variando somente os nomes das unidades e, é claro, a aparência de cada uma.
Na história aqui contada,os Orcs continuam a sua ofensiva em Azeroth, com os Humanos batendo lentamente em retirada até que numa manobra inesperada,expulsam os Orcs de volta para Draenor.

## Warcraft II: Beyond the Dark Portal
É uma expansão para o jogo Warcraft II, que conta com mais missões, mais mapas e uma história muito mais intrincada, que conta como os Humanos rechaçaram os Orcs para Draenor, e como Turalyon, Kurdran, Danath, Alleria e Khadgar foram enviados pelos Humanos para destruir os Orcs pela raiz.

## Warcraft II: The Dark Saga
Este jogo, que foi lançado apenas para PlayStation e Sega Saturn, é uma conversão do jogo e sua expansão para os consoles. Na expansão foram adicionadas algumas cenas de vídeo que não existiam na versão de computador. Para compensar a falta de modo multiplayer, o jogo veio com uma variada gama de mapas e uma IA mais astuta, que promete partidas mais difíceis.

## Warcraft II: Battle.net Edition
Versão especial lançada em 1999 contendo o jogo com a expansão. O jogo passou a rodar no Windows e suportar nativamente o Windows XP e posteriores. Marcou, principalmente, pela adição do modo de jogo via Battle.net.

## Warcraft II: Combat Edition
Trata-se de uma variação da versão Battle.net Edition modificada por fãs. Pode ser baixado gratuitamente e ser jogado no servidor próprio do Combat. Ele conta, ainda, com leves melhorias de jogabilidade e customizações da Battle.net.
Ainda hoje, conta como uma pequena comunidade de jogadores ativos, assim como esporádicos torneios.